# 亨利·龐加萊
朱尔·亨利·庞加莱（1854年4月29日—1912年7月17日），法国数学家、理論物理學家、科学哲学家与工程师，被誉为“现代数学的高斯” 、“数学界的最后一位全才” 。
他对数学、数学物理和天体力学做出了很多创造性與基础性的贡献。他提出的庞加莱猜想是数学中最著名的问题之一，这个猜想随着时间的推移成为数学中著名的千禧难题之一，直到2002年至2003年由佩雷尔曼解决。在他对三体问题的研究中，庞加莱成了第一个发现混沌确定系统的人並为现代的混沌理论打下了基础。庞加莱比爱因斯坦的工作更早一步，并起草了一个狭义相对论的简略版。庞加莱群以他命名，他也是公认的代数拓扑创始人之一。

## 生平
庞加莱生于1854年4月29日在法国南锡的 Cité Ducale 附近的一个有影响力的家庭。其父里昂·庞加莱（1828-1892）是南锡大学的医学教授。他的妹妹 Aline 嫁给了精神哲学家埃米尔·布特鲁。庞加莱家庭的另一个著名成员是他的堂弟雷蒙·普恩加萊，1913年至1920年的法国总统，與亨利一樣是法蘭西學院院士。

### 早年
童年时期，他曾有一段时间受支气管炎折磨，于是接受了他有天赋的母亲Eugénie Launois（1830-1897）的特别教导。他擅长书面作文。
1862年，庞加莱进入南锡中学。他在南锡中学待了11年，每门功课都是优秀生。他的数学老师将他描述为"数学怪兽"，他在法国学校的顶级中学生中举行的竞赛开放式竞赛中赢得了几次一等奖。他最差的功课是音乐和体育，那些功课上他被称为「最多中等」；但是，视力不佳和经常心不在焉可以解释这些困难。1871年他从学校毕业拿到理科学位。
1873年，庞加莱以第一名考入巴黎综合理工学院。他在那里学习数学，师从夏尔·埃尔米特，成绩依然优秀，并于1874年发表了第一篇论文《曲面因子特性的新展示》（Démonstration nouvelle des propriétés de l'indicatrice d'une surface）。他毕业于1875年或1876年，之后继续在国立巴黎高等矿业学校学习矿业工程课程，同时仍然学习数学，并于1879年取得普通工程师学位。
作为巴黎矿业学校的毕业生，他成为了一名矿业公务员（Corps des Mines），出任法国东北的沃苏勒地区的一名审查员。1879年8月马尼莱瑞塞矿难发生时他在场，当时18名矿工死亡。他以富有他的特点的全面和人道的方式对事故进行了正式调查。
虽然这份吃皇粮的矿业职务受人羡慕，但庞加莱当时只是抱着从大流的思想入行，自己其实不怎么喜欢专门从事这类范围过于狭隘的纯应用型研究工作，他在这方面也无突出才华。因此，庞加莱也在埃尔米特的指导下准备他的数学理科博士学位，希望重回高校学术圈。他的博士论文属于微分方程领域。庞加莱设计了一种研究这些函数属性的新方法。他不仅面对决定这些方程的积分的问题，也是第一个研究它们的普遍几何属性的人。他意识到它们可以用于太阳系内自由运动的多体的行为的建模。庞加莱于同年（1879年）从巴黎大学毕业。

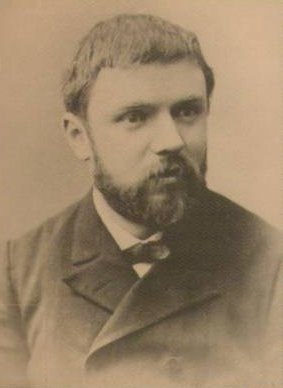
年轻的亨利·庞加莱

### 事业早期
不久（1879年），他得到了卡昂下诺曼底大学理学院数学初级讲师的职位的邀请。
从1881年开始并终其一生，他在巴黎大学（索邦大学）任教。他最初被任命为“分析学指引教师”（maître de conférences d'analyse，数学分析课的教授）。最后，他是物理和实验力学，数学物理和概率论，以及天体力学和天文学的主席。
同年，庞加莱和宝莱恩·丹德西（Poulain d'Andecy）小姐成婚。他们共有4个孩子：Jeanne（生于1887年），Yvonne（生于1889年），Henriette（生于1891年），以及Léon（生于1893年）。
但是他从未为了数学完全放弃他的矿业职业。他在1881至1885年间作为工程师在公共事业部工作，负责北方铁路的发展。他最终于1893年成为矿业军团首席工程师，并在1910年成为总监。

### 三体问题
在1887年，瑞典国王奥斯卡二世赞助了一项现金奖励的竞赛以祝贺60岁寿诞，目的在征求太阳系的稳定性问题的解答，这是三体问题的一个变种。庞加莱简化了问题，提出了“限制性三体问题”，即三体中其中两体的质量是如此之大，以至于第三体的质量完全不能对其造成任何扰动。面对这个问题，庞加莱运用了他发明的相图理论，并且最终发现了混沌理论。虽然庞加莱没有成功给出一个完整的解答，他的工作令人印象深刻，以至于他还是在1888年赢得了奖金。庞加莱发现这个系统的演变经常是浑沌的，意思是说如果初始状态有一个小的扰动，例如一个体的初始位置有一个小的变动，则后来的状态可能会有极大的不同。如果该小变动不能被我们的测量仪器所探测，则我们不能预测最终状态为何。裁判之一，著名的卡尔·魏尔施特拉斯说：“这个工作不能真正视为对所求的问题的完善解答，但是它的重要性使得它的出版将标志着天体力学的一个新时代的诞生。”
魏尔施特拉斯并不知道他自己的预测有多准确。在庞加莱的论文中，他描述了例如同宿点（homoclinic points）之类的新思想。这个备忘录会在《数学期刊》（Acta Mathematica）中出版，编辑找到一个错误。该错误实际上导致了庞加莱一些进一步的发现，它们现在被视为混沌理论的开端。该备忘录出版于1890年晚些时候。
还是在1887年，年仅32岁的庞加莱当选为法国科学院院士。他在1906年成为科学院院长，并于1909年入选法蘭西學術院。

### 相对论方面的工作

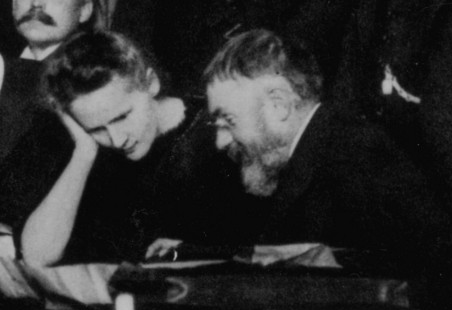
玛丽·居里和庞加莱在1911年索尔维会议上讨论。

1893年庞加莱加入法国经度局，参与統整全世界时间的計畫。在1897年，他提出將弧度测量改為十进制、进而把时间和经度十进制化，該提议最終未被採納，卻促使他開始考虑高速移动的钟如何互相同步的问题。1898年，在「时间的测量」一書中，他阐述了相对论原理，没有机械或电磁试验能区分物體是處於匀速运动的状态、亦或是静止的状态。
在和荷兰數學家洛伦兹的合作中，他把时间的物理推向极限来解释快速运动的电子的行为。1905年，庞加莱发表了他第一篇关于相对论的论文「论电子动力学」，并包括关于洛伦兹变换证明的更正。在「论电子动力学」約一個月後，阿尔伯特·爱因斯坦首次推出了成功的相对性模型，此前庞加莱與爱因斯坦並未曾合作。愛因斯坦在1921年的题为《几何与经验》（「Geometrie und Erfahrung」）的演讲稿中，提及了庞加莱并且承认他在相对论上的貢獻：
|  | 洛伦兹已经认出了以他命名的变换对于麦克斯韦方程组的分析是基本的，而庞加莱进一步深化了这个远见…… |

### 事业后期
约1900年，庞加莱给出了数学上最著名猜想之一，七大数学世纪难题之一的庞加莱猜想（任何一个封闭的，并能柔软延展的三维空间里面所有的封闭曲线如果都可以收缩成一点，则该空间一定能被吹涨成一个三维圆球），於2006年6月被證實。
在1899年和1904年，他先后介入了德雷富斯事件的审判。德雷弗斯是法国军队的犹太裔官员，被反犹太人联盟指控叛国。庞加莱批评了虚假的、所谓提供不利于德雷弗斯的证据的科学声称。
在1912年庞加莱接受了前列腺问题的手术治疗，然后因栓塞于1912年7月17日去世。

## 性格特點
龐加萊的工作習慣被比作從一朵花飛到另一朵花的蜜蜂。龐加萊對他自己的意識工作的方式感興趣；他研究了他的習慣並在1908年在巴黎一般心理學學院關於他的觀察給了一個報告。他把他的思考方式和他如何作了幾個發現聯繫起來。
數學家達布宣稱他是“un intuitif”（直覺的），論證說這可以從他經常用視覺表示來工作顯示出來。他不關心嚴格性，且不喜歡邏輯。他相信邏輯不是發明之道，而是一個結構化想法的方法，而且邏輯限制思想。

### 圖盧茲所歸納的特點
巴黎高等學校心理學實驗室的心理學家埃杜阿德·圖盧茲對研究龐加萊很有興趣。1910年，圖盧茲寫了一本名為《亨利·龐加萊》(Enquête Médico-Psychologique Sur La Supériorité Intellectuelle. Tome II. Henri Poincaré
)的書。他在書中談及了龐加萊的時間安排和習慣：
- 他在每天按照同樣時間工作，分成短的時間段。他每天花4小時從事數學研究，分別是在上午10點到中午之間，以及在下午5點到7點之間。他在晚上晚些時候讀期刊裡的文章。
- 他有出眾的記憶力，並能記起他所讀過的文本中任意一項的頁和行。他也能夠記起耳朵聽到的準確詞句。他一生保有這些能力。
- 他的通常工作習慣是在頭腦裡完全解決一個問題，然後把完成的問題交付紙上。
- 他左右手都靈活，近視。
- 他能夠將他所聽到的東西在腦海中以圖像化呈現。這個能力在他參加講座時非常有幫助，因為他的視力差到無法看清演講者在黑板上所寫的東西。

但是這些能力被他的一些缺點所平衡了一些：
- 他體格上笨拙，藝術上無能。
- 他總是急匆匆的，不喜歡返回來作改變或更正。
- 他從不在一個問題上花太多時間，因為他相信在研究另一個新的問題時，他的潛意識會同時幫助他繼續整理以前想過的問題。

另外，圖盧茲說許多數學家從前人已經建立的基礎之上工作，而龐加萊是每次從基本原理重新開始的那種。
他的思考方式可以很好地總結如下：
Habitué à négliger les détails et à ne regarder que les cimes, il passait de l'une à l'autre avec une promptitude surprenante et les faits qu'il découvrait se groupant d'eux-mêmes autour de leur centre étaient instantanément et automatiquement classés dans sa mémoire. (他習慣於忽略細節，只看重點。他以驚人的迅捷在一個個想法之間跳躍。他發現的事實圍繞著問題的核心整合起來，並立即自動地分類儲存到了他的記憶裡。)——Belliver (1956)

## 科学成就
他做出过贡献的特定课题包括:
- 代数拓扑
- 多复变量解析函数论
- 交换函数论
- 代数几何
- 数论
- 三体问题
- 丢番图方程的理论
- 电磁学理论
- 狭义相对论

- 在一篇1894年的论文中，他引入了基本群的概念。
- 在微分方程领域，庞加莱给出许多微分方程的定性理论的许多结果，例如庞加莱球面和庞加莱映射。

庞加莱对于应用数学的不同领域做出了许多贡献，例如：天体力学，流体力学，光学，电学，电报，毛细现象，弹性理论，热动力学，势理论，量子理论，相对论和宇宙学。
庞加莱对于代数拓扑的主要贡献在于《位相分析》（Analysis situs，1895年），它是第一个对拓扑真正系统的检视。

## 科学哲学
庞加莱有着与伯特兰·罗素和戈特洛布·弗雷格截然不同的哲学思想。罗素和弗雷格相信数学是逻辑的一个分支，庞加莱对此强烈反对。他认为直觉（intuition）才是数学的生命。庞加莱在他的书《科学与假设》（ La Science et l'Hypothèse）中提出了一个有趣的观点：
对于一个肤浅的观察者来说，科学真理是不存在任何怀疑的可能的；科学的逻辑是不会错的，即使有时候科学家犯错，那也只是因为他们错误运用了科学的法则。
庞加莱相信算术是一个综合科学。他认为皮亚诺公理不能非循环的用归纳法证明，所以得出结论说算术是先验的、综合的，而不是演绎的。庞加莱进一步说明，因为数学不是演绎的，因此它不能从逻辑中推导出来。他的观点和康德的一致。但是庞加莱不是和康德在哲学和数学的所有分支中观点相同。例如庞加莱认为，在几何中，非欧几何的结构可以解析（演绎）的得到。

## 著作

### 科学
他出版了两本重要著作，使得天体力学建立在严格的数学基础之上：
- 《天体力学新方法》ISBN 1-56396-117-2（Les méthodes nouvelles de la méchanique céleste，3卷，1892-99；英语译本，1967年）
- 《普通天文学》(Cours d'astronomie générale，1907年)
- 《天体力学课程》（Leçons de mécanique céleste，3卷，1905-10年）

他也是数学和物理的通俗作家，并写了多本给一般大众的书。

### 科学哲学
在通俗写作中，他通过如下作品帮助建立了对科学最基本的流行定义和看法：
- 《科学与假设》（La Science et l'Hypothèse，1902年）
- 《科学的价值》（La Valeur de la Science，1905年）
- 《科学与方法》（Science et Méthode，1908年）
- 《最后的沉思（法语：Création de Dernières Pensées）》（Dernières pensées，Ernest Flammarion版，巴黎，1913年）

## 评价
- 德国领袖数学家菲利克斯·克莱因曾是庞加莱在复分析领域（尤其是自守函数论方向）的竞争对手。前者评价後者说：“...庞加莱成了法国数学家的公认的主要代表，得到广泛的承认和尊崇，成为祖国的光荣...我试着来刻画作为数学家的庞加莱。他的多产与多方面的才能是非同寻常的，使人想到柯西。甚至他的晚年，他掌握来自精确科学的不论哪个部门的问题，都是轻而易举，而且创造性地变换它们，处处都指出新的途径。毫无疑问，他的多方面的才能，部分地应该归功于他受到了巩固地精巧配合起来的法国教育系统的彻底的教育。在这种教育之下，要求从早年起就从各个方面来掌握整个数学的各个部门——这与我们在德国的情况颇为不同...在个人关系上，庞加莱没有架子，善于与人共事，但是接纳别人的多，与人交流的少。庞加莱属于真正天才的那种人，处处都能一眼看中要害。对于他，几何和分析是同样得到发展的，发现的才能和证明的才能是均衡的。他只是忽略了数学的真正的应用，这一点与阿基米德、牛顿和高斯这样的研究者恰成对照。后几位还能同时处理实验和量度，所以我认为他们的成就比庞加莱更高。自然，庞加莱也有不足之处。像柯西一样，他发表东西很快，因此对形式不甚关心。说真的，在他第一批来势如疾风骤雨的文章中，就不乏急就章，甚至有许多错误与夸大之处。但是，另一方面，他又逐渐地发展起来一种才气横溢而且流畅的风格，再加上充溢了丰富的深刻思想，使得他的著名的数学-哲学著作大获成功。”[9]

## 荣誉
職位
- 1908年當選法蘭西學院院士（第24席）

奖项
- 英國皇家天文學會金質獎章（1900年）
- 布鲁斯奖（Bruce Medal）（1911年）

以他命名
- 月球上的庞加莱火山口
- 小行星：小行星2021（庞加莱星）
- 大学：庞加莱大学

## 注解
1. ↑  其姓又译作彭加勒[2]
2. ↑  类似中国的科举制度，法国综合理工学院和巴黎高师这两个学校的学生，根据成绩排名，可以选读国家公务员，其中矿业公务员为其中最高等级，只有尖子中的尖子才有机会进去。矿业公务员就读地点在巴黎矿业学校。

## 引用和注释
1. ↑  "Poincaré’s Philosophy of Mathematics" （页面存档备份，存于）: entry in the Internet Encyclopedia of Philosophy.
2. ↑  亨利·彭加勒.  [科学的价值]. 李醒民 (翻译). 商务印书馆. 2007年: 177 （中文（中国大陆））.[页码请求]
3. ↑  Folina, Janet. . London: Palgrave Macmillan UK. 1992: xii  [2025-02-23]. ISBN 978-1-349-22121-9. doi:10.1007/978-1-349-22119-6. （原始内容存档于2025-01-24） （英语）.
4. ↑  Ginoux, J. M.; Gerini, C. . World Scientific. 2013: vii–viii, xiii. ISBN 978-981-4556-61-3. doi:10.1142/8956.
5. ↑  Belliver，1956年
6. ↑  Sagaret，1911
7. ↑  O'Connor等人，2002年
8. ↑  Carl，1968年
9. 1 2 3 4 5  菲利克斯·克莱因. .  [数学在19世纪的发展]. 数学翻译丛书. 齐民友 (翻译) 中译本第1版. 高等教育出版社. 2010年3月: 322–333 （中文（中国大陆））.
10. ↑  Sageret，1911年
11. ↑  Pais，1982年
12. ↑  . 2005.
13. ↑  Toulouse, E. . MPublishing. 2013  [10 October 2014]. ISBN 9781418165062.
14. ↑  見O'Connor 2002[页码请求]。
15. ↑  見Belliver 1956[页码请求]。
16. ↑  Murzi，2001年
17. ↑  Kolak，2001年